# Hoplunnis diomediana
Hoplunnis diomediana is een straalvinnige vissensoort uit de familie van toveralen (Nettastomatidae). De wetenschappelijke naam van de soort is voor het eerst geldig gepubliceerd in 1896 door Goode & Bean.